# Paloma Picasso (parfums)
Pour les articles homonymes, voir Picasso (homonymie).
Les parfums Paloma Picasso sont une licence de produits cosmétiques créée par Paloma Picasso, créatrice de mode, et propriété du groupe L'Oréal depuis 1985.

## Historique
Les parfums Paloma Picasso sont créés par Warner Cosmetics, filiale de Warner Communications, en 1984 et sont repris la même année par L'Oréal.

## Parfums
- 1984 : Mon Parfum (féminin)
- 1992 : Minotaure (masculin)
- 1996 : Tentations (féminin)